# Prim Mersenne
În matematică, un număr prim Mersenne este un număr prim care este mai mic cu 1 decât o putere a lui 2. Adică este un număr prim de forma Mn = 2n − 1 în care n este un număr întreg. O altă definiție are aceeași formulă, dar n este un număr prim.
Dacă exponenții n sunt numere naturale, atunci pentru primele 19 numere naturale, numerele prime Mersenne sunt 0, 1, 3, 7, 15, 31, 63, 127, 255, 511, 1023, 2047, 4095, 8191, 16383, 32767, 65535,131071, 262143.
Dacă exponenții n sunt numere prime (2, 3, 5, 7, 13, 17, 19, 31, ...) rezultă numerele prime Mersenne: 3, 7, 31, 127, 8191, 131071, 524287, 2147483647, ...
Poartă numele călugărului Marin Mersenne.
Numerele prime care sunt și numere repunite în baza 2 sunt numere prime Mersenne.